# John Henry Pratt

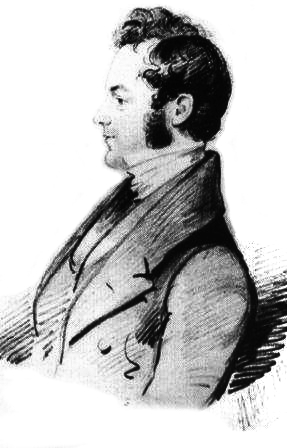
Zeichnung von J. H. Pratt (1839)

John Henry Pratt (* 4. Juni 1809 in London; † 28. Dezember 1871 in Ghazipur, Indien) war ein britischer Kleriker und Mathematiker. Er entwarf eine Theorie des Gleichgewichts der Erdkruste, die einer der Grundpfeiler der Theorie der Isostasie wurde, und erkannte richtig, dass die Erde an den Polen abgeplattet ist. Seine Bestimmung dieser Abplattung als Unterschied der Achsen durch Pol und Äquator entsprach mit 26,9 Meilen (43,3 km) fast dem heute bekannten Wert.

## Leben
Pratt wurde als Sohn von Elizabeth Jowett und Josiah Pratt geboren, einem Vikar der Church of England. Er besuchte die Oakham School in Rutland, bevor er sich 1829 am Gonville and Caius College der University of Cambridge einschrieb, das er 1833 mit dem Bachelor of Arts abschloss. 1836 legte er seinen Master am Christ's and Sidney Sussex College ab. Unter dem Einfluss seines Vaters schlug er eine geistliche Laufbahn ein und wurde 1838 Kaplan bei der East India Company. Sechs Jahre später wechselte er zu Daniel Wilson, dem damaligen Bischof von Kalkutta, und weitere sechs Jahre später wurde er 1850 Archidiakon von Kalkutta. 1871 starb er während eines Besuches in Ghazipur im Bundesstaat Uttar Pradesh an der Cholera.

## Werk
Sein erstes Werk war The Mathematical Principles of Mechanical Philosophy and their application to Elementary Mechanics and Architecture, but chiefly to The Theory of Universal Gravitation, ein Werk von mehr als 600 Seiten, das 1836 in der ersten Auflage erschien und zunächst unter dem Kurztitel Pratt's Mechanical Philosophy bekannt wurde. 1842 erschien die zweite Auflage, und nach einer gründlichen Überarbeitung 1860 die dritte, diesmal unter dem Titel On attractions, Laplace's functions and the figure of the Earth. Neben seinen wissenschaftlichen Arbeiten veröffentlichte Pratt einige theologische Arbeiten, sein 1856 erschienenes Buch Scripture and science not at variance versuchte, Wissenschaft und Glauben in Einklang zu bringen und wurde mehrfach neu aufgelegt.
Seine Theorie des Gleichgewichts der Erdkruste entwickelte er auf der Grundlage einer Vermessung des Landes, die George Everest durchgeführt hatte. Als die Ergebnisse der trigonometrischen Messung der längsten Distanz zwischen dem nördlichsten und südlichsten Punkt von Indien mit der aus astronomischen verglichen wurden, ergab sich ein kleiner Unterschied zwischen diesen Zahlen. Everest erklärte diesen Unterschied mit Messfehlern, doch Pratt suchte die Ursache darin, dass die Masse des Himalaya die bei der Vermessung verwendeten Bleilote ablenkte. Als er dieser Theorie nachging, entdeckte er, dass die Ablenkung des Lots nicht so groß gewesen sein konnte, wie er anhand der Dichte und des Volumens der Berge berechnet hatte: der Unterschied zwischen der trigonometrischen und der astronomischen Längenbestimmung hätte größer sein müssen als festgestellt. Als Erklärung nahm er an, dass die Dichte der Erdkruste im Himalaya geringer sei als in der Ebene. Seine Theorie erschien im selben Jahr wie die zweite Theorie der Isostasie, die George Biddell Airy entwickelt hatte.
1866 wurde Pratt zum Fellow of the Royal Society ernannt.